# Roland Pertwee
Roland Pertwee (17 de mayo de 1885 – 26 de abril de 1963) fue un dramaturgo, guionista cinematográfico y televisivo, director televisivo y actor de nacionalidad británica. Es quizás más recordado por ser el padre de la estrella de Doctor Who Jon Pertwee y del guionista Michael Pertwee. Además fue tío del actor Bill Pertwee y abuelo de los actores Sean Pertwee y Dariel Pertwee.

## Biografía
Nacido en Brighton, Inglaterra, tras finalizar la Primera Guerra Mundial en 1918, se retiró del Ejército Británico y empezó a labrarse una carrera en la incipiente industria cinematográfica británica. 
Entre las décadas de 1910 y 1950 trabajó como guionista en muchas producciones británicas. Fue uno de los numerosos guionistas que escribieron la historia del filme A Yank at Oxford (protagonizado por Robert Taylor y Vivien Leigh, y en el cual debutó en la pantalla su hijo Jon) y la de Caravan.
Aunque se dedicó preferentemente a escribir guiones, también actuó en diez filmes entre 1915 y 1945, destacando The Four Just Men (1939), y dirigió la producción Breach of Promise, también escrita por él.
Su obra Heatwave, escrita en colaboración con Denise Robins, se produjo en el Teatro St James de Londres en 1929.
En 1954 él y su hijo Michael crearon The Grove Family – generalmente considerada como la primera soap opera de la televisión británica – para la BBC. Habiendo escrito previamente un episodio de Douglas Fairbanks, Jr. Presents, este trabajo marcó su segunda y última incursión en los guiones televisivos. Como muchas producciones televisivas de la BBC de esa época, fue retransmitida en directo. Una versión cinematográfica titulada It's a Great Day se produjo en 1955, siendo también escrita por Pertwee y su hijo.
También escribió diferentes trabajos de ficción juvenil, el más conocido de los cuales fue la serie de libros The Islanders. The Islanders (1950) y Rough Water (1951) hablan de las aventuras de tres muchachos durante unas vacaciones en Devon. El tercer libro, Operation Wild Goose (1955), tiene lugar en Islandia, donde los chicos se enfrentan a espías rusos. Otro libro, An Actor's Life For Me (1953), habla de uno de los muchachos Islanders y de su relación con el teatro. 
Tras la cancelación de The Grove Family en 1957, Pertwee se retiró de la escritura. Falleció en abril de 1963 en Londres, poco antes de cumplir los 78 años.